# Магнус V (король Норвегии)
Магнус V Эрлингссон (норв. Magnús V Erlingsson, 1156 — 15 июня 1184) — король Норвегии c 1161 по 1184 год, главный герой «Саги о Магнусе сыне Эрлинга» в составе «Круга Земного».

## Биография
Был сыном ярла Эрлинга Кривого и Кристины, дочери короля Сигурда I Крестоносца, и родился, вероятнее всего, в Этне, Хордаланн. Провозглашён конунгом в пятилетнем возрасте в 1161 году после гибели Инге I, в разгар гражданской войны. В 1163/1164 был помазан на царство и коронован, став первым королем, прошедшим обряд коронации. Был ставленником партии Инге, а фактическим главой партии стал его отец Эрлинг Кривой, принявший титул ярла. Одновременно партия бывших соправителей Инге, Сигурда и Эйстейна, считала королём несовершеннолетнего Хокона II Широкоплечего. Хокон был убит в битве в 1162 году, и около десяти лет Магнус оставался единственным королём Норвегии.
В течение этого времени фактическим правителем страны был Эрлинг, которому удалось существенно улучшить отношения с церковью (прохладные при предыдущих королях), за что пришлось внести изменения в порядок престолонаследия: теперь претендент на трон должен был быть рождён в законном браке. Кроме того, он заключил союз с датским королём Вальдемаром I.
В 1174 году партия биркебейнеров подняла восстание против Магнуса, выдвинув лидером Эйстейна Деву. Постепенно войска биркебейнеров разрослись настолько, что им удалось в 1176 году провозгласить Эйстейна III Мёйлу (Деву или Девчушку) королем на тинге на берегу Нидэльвы (в Трёнделаге). Однако уже в 1177 году Эйстейн был убит в битве при Ре, но партия биркебейнеров лишь усилилась после того, как её главой стал Сверрир Сигурдссон, объединивший вокруг себя всех недовольных политикой Эрлинга и Магнуса. В 1179 году Сверрир одержал важную победу в битве при Кальвскиннете в окрестностях Нидароса, в которой погиб Эрлинг Кривой. Магнус вёл борьбу со Сверриром ещё несколько лет. В решающей битве при Фимрейте в Согнефьорде в 1184 году Магнус погиб, а Сверрир одержал окончательную победу.